# Burceat
Burceat es una localidad perteneciente al municipio de Barbastro, en la provincia de Huesca, comunidad autónoma de Aragón, España. 

## Demografía
En 2023 contaba con 18 habitantes.

## Patrimonio

### Iglesia de San Bartolomé
Es un templo del siglo XVII, habiéndose empezado a construir en 1610 pero que no se terminó hasta 1655, habiendo trabajado en ella hasta cinco maestros de obra antes de ser terminado por Marco Ranzón. 
Es de planta rectangular con cabecera recta al exterior y poligonal al interior y una torre de dos cuerpos sobre el lado de la Epístola, estando orientado al noroeste.
Se trata de un templo de estilo protobarroco realizada con sillería y con elementos arquitectónicos heredados del tipo gótico pero con una realización interior del estilo barroco.
El interior consta de una nave con capillas en sus laterales y un ábside poligonal, estando cubierto por bóveda de horno reforzada por nervios de complejo diseño mixtilíneo. El presbiterio está separado de la nave por un arco de medio punto cuyo intradós está decorado con casetones.
La nave, dividida en dos tramos por un fajón similar que apea en altas ménsulas voladas, está cubierta mediante bóvedas de crucería que tienen nervios mixtilíneos complejos. 
Las capillas se abren en el primer tramo de la nave con embocaduras en arcos rebajados de intradoses decorados con motivos geométricos. Su planta es rectangular y están cubiertos con bóvedas de crucería, cuyo diseño es similar al de la nave.
Tiene coro alto a los pies, con jácena de madera sostenida por ménsulas labradas y balaustres torneados.
En el exterior destaca la portada, abierta en el hastial y que se tratra de un vano en arco de medio punto con una rosca moldurada y rosetas en las enjutas sobre pilares rematados por capiteles escalonados y que está flanqueado por una pareja de pilastras decoradas con ondas y motivos vegetales. Sostienen un entablamento donde alternan triglifos y cabezas aladas de putti, sobre el que se eleva un frontón curvo partido y rematado por pirámides. Finalmente, sobre la portada se abre un óculo circular abocinado.